# Сосновка (Светлогорский район)
Сосновка (бел. Сасноўка) — деревня в Чирковичском сельсовете Светлогорского района Гомельской области Беларуси.

## География

### Расположение
В 18 км на северо-запад от Светлогорска, 15 км от железнодорожной станции Светлогорск-на-Березине (на линии Жлобин — Калинковичи), 124 км от Гомеля.

### Гидрография
На севере мелиоративные каналы.

## Транспортная сеть
Транспортные связи по просёлочной, затем автомобильной дороге Светлогорск — Паричи. Планировка состоит из прямолинейной улицы, ориентированной с юго-запада на северо-восток, застройка деревянная, усадебного типа.

## История
Основана в 1873 году переселенцами из соседних деревень, в Паричской волости Бобруйского уезда Минской губернии. В 1879 году обозначена в числе селений Чирковичского церковного прихода. Согласно переписи 1897 года действовала часовня.
В 1925 году в Ракшинском сельсовете Паричского Бобруйского округа. В 1930 году жители вступили в колхоз.

## Население

### Численность
- 2004 год — 20 хозяйств, 30 жителей

### Динамика
- 1897 год — 20 дворов, 129 жителей (согласно переписи)
- 1908 год — 158 жителей
- 1917 год — 30 дворов
- 1925 год — 34 двора
- 1959 год — 171 житель (согласно переписи)
- 2004 год — 20 хозяйств, 30 жителей